# Capela do Alto Alegre
Capela do Alto Alegre é um município brasileiro do estado da Bahia. Localizado na Mesorregião do Nordeste Baiano e na Microrregião de Serrinha. Sua população estimada em 2019 era de 11.637 habitantes.

## História
O município tem suas origens na “Fazenda Desabafo”, que se localiza na parte mais alta da mesma. Seu topônimo originou-se da junção de três elementos distintos: Capela por ter como marco de sua fundação a primeira missa realizada em uma pequena capela improvisada; do Alto, porque estava situada no ponto mais alto da Fazenda Desabafo. E Alegre, pelo fato de sua gente expressar atitudes de extrema alegria.
Em decorrência desse fato e da forte discriminação sofrida, a cidade hoje possui dois cemitérios, um para os protestantes e outro para os católicos. Convém lembrar que nos dias atuais católicos e evangélicos vivem harmonicamente nesta sociedade uma prova disso é que já existe católicos enterrados no cemitério protestante.
A fundação da cidade de Capela do Alto Alegre ocorreu aos 17 de abril de 1912, tendo como seu marco de fundação a primeira missa rezada pelo padre Manoel Maria, Pároco de Mairi. Tendo como protagonistas da história da cidade, o Sr. Joaquim Machado, sua esposa, Rosalina Gomes e seu filho adotivo Cornélio Rodrigues dos Santos.

## Aspectos Religiosos
Atualmente ao analisarmos a festa do padroeiro, Santo Antônio, devido à sua grande tradição, possível considerá-la como um bem imaterial do município. A imagem de Santo Antônio chegou à Fazenda Desabafo em 17 de abril de 1912, data em que foi celebrada a primeira missa. Desconhece-se o fato pelo qual a imagem de Santo Antônio foi trazida àquela fazenda. Sabe-se apenas que ela foi trazida de Salvador até a cidade de Mundo Novo; de lá veio em tropas de burro até Mairi e da cidade de Mairi, Cornélio Rodrigues dos Santos, também tropeiro transportou a imagem até a Fazenda Desabafo. Sendo a partir de então introduzido como padroeiro de Capela do Alto Alegre.
As festas do padroeiro ganharam bastante destaque na cidade, visto que a cada ano era escolhido um morador da comunidade para organizá-la. A pessoa encarregada da festa recebia o título de presidente. Sendo Donato Alves o primeiro a fazer parte deste grupo.
Por volta por ano de 1935 o Sr. José Gonçalves de Almeida Lobo ouviu falar que alguém possuía um Novo Testamento, escrito raro e proibido na época para os moradores daquela vila. Este fato mudaria completamente a história religiosa da cidade.

Anos mais tarde isso resultaria no surgimento dos primeiros grupos do Cristianismo Protestante de Capela do Alto Alegre e influenciaria na construção de uma nova cultura. Convém ressaltar que nos primeiros anos de instalação da nova prática religiosa os seus seguidores foram duramente perseguidos pela fundadora da cidade Rosalina Gomes a ponto levá-los para depor na delegacia de Feira de Santana, pois ela não aceitava a introdução dos cultos evangélicos e fazia questão de persegui-los com intuito de por fim aos mesmos. Na década de 60, o município alcançou um certo desenvolvimento com o surgimento do sisal, sendo que a partir de 1980, desenvolveu, também, a pecuária leiteira. A partir da construção da estrada que liga Capela do Alto Alegre à BR 324, denominada Rodovia Lomanto Júnior, ligando Feira de Santana à Juazeiro, o povoado de Capela do Alto Alegre teve um relativo surto de prosperidade: facilitou o escoamento da produção de sisal e demais produtos agropecuários como: feijão, milho, farinha, mamona e leite.

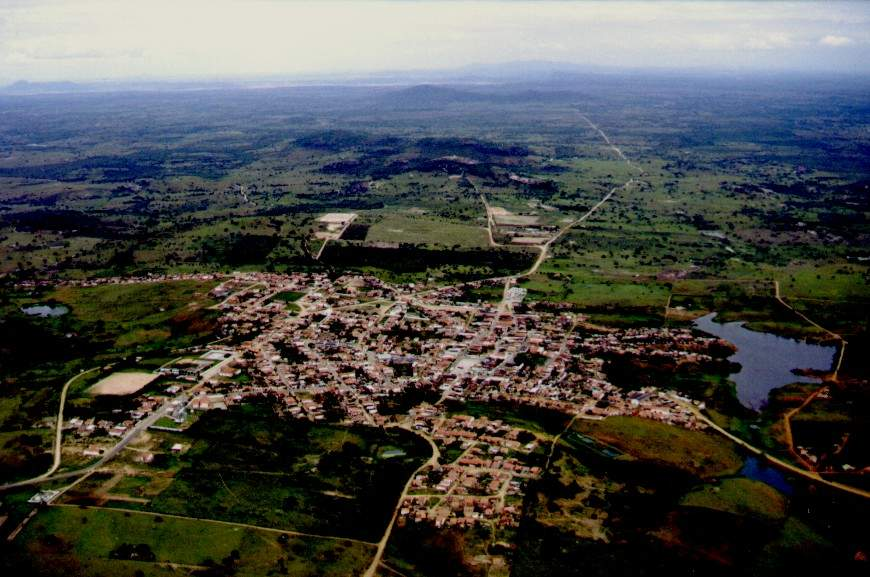
Vista aérea.

## Geografia
O município de Capela do Alto Alegre fica situado na Zona Fisiográfica de Feira de Santana. A sua sede  municipal possui uma altitude de 412m, o ponto mais alto é de 489m e o ponto mais baixo é de 283m.
O município de Capela do Alto Alegre possui topografia ondulada, suave; possui solos Pdzôlico, Solódicos, Eutróficos e Solos Litólicos, com topografia suave e ondulada suave.

### Clima
Semi-árido com temperatura que varia de 20 a 34 °C., precipitação pluviométrica anual média de 653 mm. Período chuvoso bastante irregular, maior incidência nos meses de abril a junho e novembro a janeiro. De acordo  com a classificação de e.e.u. Koeppen classifica-se como BSW “h”.

### Vegetação
A vegetação natural é de Caatinga, onde dominam os bioclimas de Graussen 46 th. (tropical quente de seca média). Caatinga hipoxerófila. Vegetação com formação caducifólia de porte variável, arbustivo ou aróico-arbustivo, de caráter xerófilo. Apresenta grande quantidade de plantas espinhosas, cactáceos e bromeliáceas, principalmente.

### Recursos Hídricos
Localiza-se na Bacia Hidrográfica do Paraguaçu, especificamente na Bacia Hidrográfica do Rio Jacuípe. O município é cortado pela Adutora de Sisal, originária na Barragem do São José do Jacuípe. A adutora possui “pontos de água” de 3 em 3 km com possibilidade de utilização suficiente para a região e município.

### Relevo
Topografia ondulada, permitindo mecanização com práticas conservacionistas e parte de topografias, relevo forte-ondulado.

## Aspectos políticos
No início de sua fundação, a cidade de Capela pertencia ao município de Riachão do Jacuípe. O primeiro plebiscito visando a emancipação política ocorreu em 25 de novembro de 1984. O desmembramento definitivo de Riachão do Jacuípe se deu através da Lei nº 4.409 de 19 de março de 1985. Até os dias de hoje foram 9 mandatos de prefeitos, sendo eleitos 8. Os únicos prefeitos a exercerem o cargo de prefeito por duas vezes foi o Sr. Osvaldo Fernandes de Araújo e Claudinei Xavier Novato. Após a emancipação política em 1985, houve o pleito eleitoral no mesmo com estes prefeitos eleitos: 1986 a 1988 - Honorino de Oliveira Costa; 1989 a 1992 - Osvaldo Fernandes de Araújo; 1993 a 1996 - Arismário Gomes de Oliveira; 1997 a 2000 - Osvaldo Fernandes de Araújo; 2001 a 2004 - Carlos de Oliveira Carneiro; 2005 a 2008 - Lúcia Maria Nunes de Lima; 2009 a 2012 - Claudinei Xavier Novato; 2013 a 2016 - Joseney da Silva Santos; 2017 a 2020 - Claudinei Xavier Novato.

### Primeiro Prefeito
O primeiro representante do Poder Executivo foi Honorino de Oliveira Costa, que tomou posse em 1º de janeiro de 1986. E no Poder Legislativo foi empossada como Presidente da Câmara Municipal Josabete Sapucaia Costa. Em 2004 foi eleita pela primeira vez na história política do município de Capela uma mulher para o cargo executivo, a senhora Lúcia Maria Nunes de Lima. Em 15 de janeiro de 1992, Capela do Alto Alegre passou à categoria de Comarca.

## Cultura

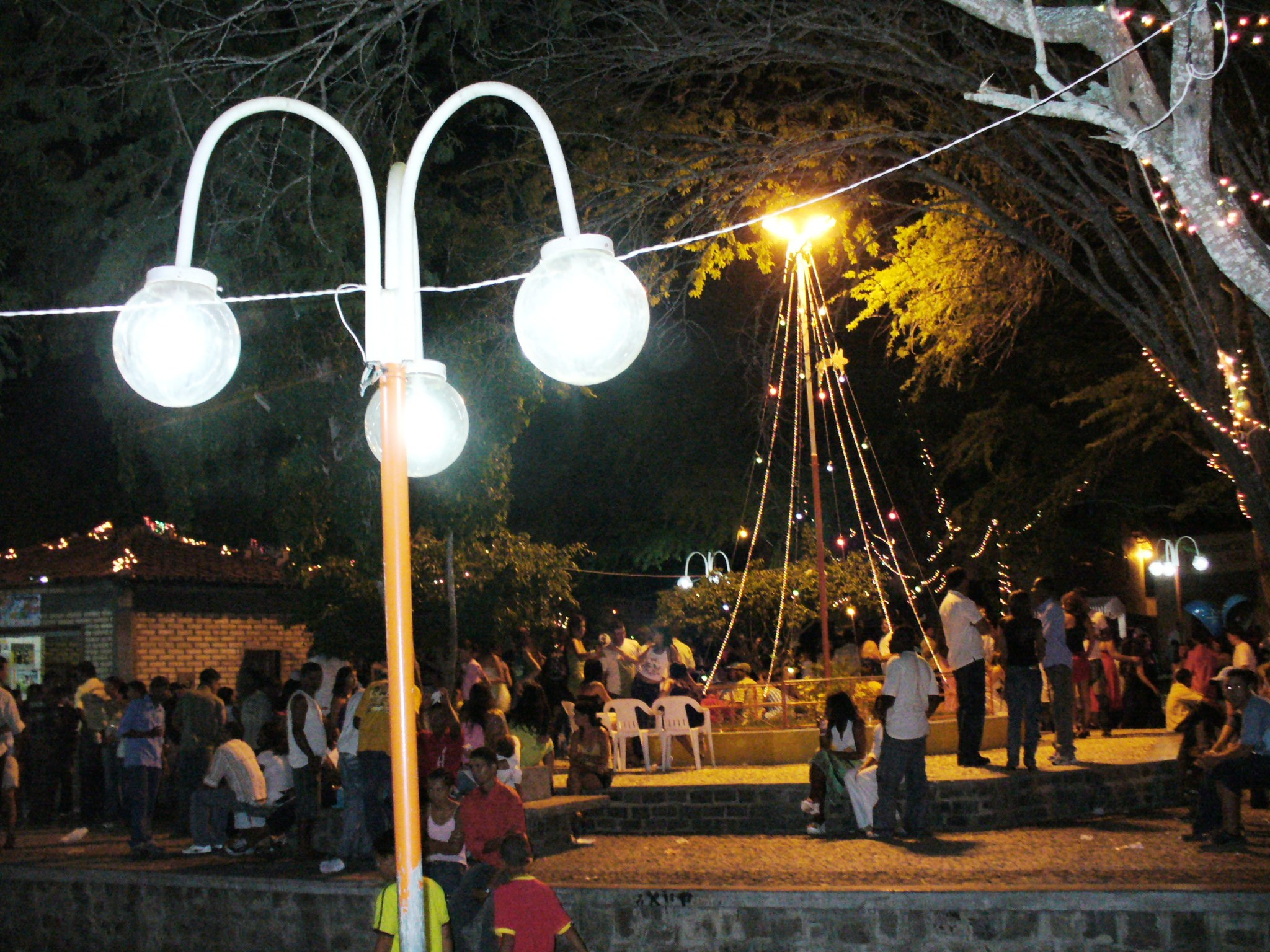
Praça do Kiosk.

### Patrimônio material
Sendo patrimônio material o conjunto de artefatos que fornecem informações valiosas sobre o modo de vida de um povo, com a sociedade capelense também não diferente, pois a Igreja da Matriz e os demais Templos religiosos revelam características marcantes do modo de ser de seus habitantes no que se refere aos costumes religiosos. Ao observar com atenção os móveis de cada residência capelense é possível verificar estes são capazes de demonstrar a que cada grupo social pertence cada indivíduo ou família.
O Parque de vaquejada, as vestimentas de couro, os objetos de palha como: o chapéu, a esteira, as vassouras e as peneiras feitas com o caule de uma planta chamada ariri explicam em partes o fato da localidade possuir um grande número de habitantes na zona rural.
O artesanato como as panelas, potes, moringas e demais objetos feitos de argila revelam entre outras coisas o hábito de cozinhar nas populares panelas de barro e no fogão a lenha.
A estrutura de edifícios como a Câmara Municipal, as Escolas, a Prefeitura e a casa onde é localizada a batedeira de sisal identifica a cidade como tipicamente nordestina.
Existem ainda dois postos de saúde, uma quadra poliesportiva, um sindicato de trabalhadores rurais, um Hospital administrado por uma associação chamado "São Lucas".

### Patrimônio imaterial
Ao analisar manifestações culturais como o boi-roubado, o rei de moça, o samba de roda. É possível perceber que existem fortes laços de solidariedade entre os seus moradores, além da capacidade de contar sua própria história de vida usando literatura de cordel.
Ao observarmos as festas do padroeiro, procissão até um monte na sexta-feira da paixão de Cristo verifica-se que a comunidade ainda conserva traços marcantes do início de sua fundação. Por outro lado, as músicas evangélicas da dupla Rudiney e Ruan acabam revelando a influência do Cristianismo Protestante na cidade e fazendo de Capela do Alto um ícone de diversidade cultural.

### Patrimônio natural
Sabe-se que a patrimônio natural de uma sociedade é um bem extremamente valioso, pois é o espaço onde o homem organiza e atribui significados à sua ação social. Partindo desse princípio pode-se considerar que o Monte usando nas procissões e tombado, é bem valioso para a comunidade capelense visto que apresenta grande quantidade de vegetação nativa e as rochas que caracterizam a paisagem local.

### As batedeiras de sisal
Construídas por volta do ano de 1964, eram tidas na época como símbolo de desenvolvimento econômico. Nelas fabricava e transportava o sisal. Eram também geradoras de renda. Entraram em decadência devido à comercialização de outros produtos mais aceitáveis do que o sisal, como o polietilênico.

### Parque de vaquejada
O primeiro Parque de Vaquejada foi construído em meados da década de 70, apelidado por Dé Ferreira. Sua finalidade principal era proporcionar a união entre os vaqueiros e preservar esta manifestação cultural. O mais recente Parque de Vaquejada da cidade foi construído em 1987 pelo Honorino Oliveira Costa, recebeu o nome de Parque Antonio Dionísio de Oliveira em homenagem um vaqueiro.

### O monte
O monte é o único bem tombado que a cidade possui. A pequena capela e a cruz ficada na parte mais alta do mesmo é símbolo da presença do catolicismo na cidade. A cruz foi trazida por um grupo de missionários que passaram pela localidade chamados de “Santa Missão” por volta do ano 1922.

### As cantigas de roda
Eram cantadas tanto por crianças, jovens e velhos como forma de diversão. Geralmente quando a cidade não tinha energia elétrica. Quanto a sua origem sabe-se apenas que foram trazidas pelos antepassados.

### A festa da colheita
Essa festa acontece no mês de Novembro e tem como objetivo principal agradecer a Deus pelas colheitas, onde são ofertados vários produtos da terra como milho, feijão, mandioca, batatas... A primeira festa da colheita aconteceu em 1995 e sua continuidade tornou-se tradição.
A festa acontece da seguinte forma: cada povoado do município realiza apresentações folclóricas características do mesmo.

### As festas do padroeiro: Santo Antônio
Tem sua origem com a chegada da imagem de Santo Antônio à Fazenda Desabafo em 17 de abril de 1912, data em que foi celebrada a primeira missa. Desconhece-se o fato pelo qual a imagem de Santo Antônio foi trazida àquela fazenda. Sabe-se apenas que ela foi trazida de Salvador até a cidade de Mundo Novo; de lá veio em tropas de burro até Mairi e da cidade de Mairi, Cornélio Rodrigues dos Santos, também tropeiro transportou a imagem até a Fazenda Desabafo. Sendo a partir de então introduzido como padroeiro de Capela do Alto Alegre.
As festas do padroeiro ganharam bastante destaque na cidade, visto que a cada ano era escolhido um morador da comunidade para organizá-la. A pessoa encarregada da festa recebia o título de presidente. Sendo o Sr. Donato Alves o primeiro a fazer parte deste grupo.

### Boi roubado
É uma manifestação cultural que mistura trabalho agrícola, música e arte. Segundo informações fornecidas pelo Sr Rodrigo Oliveira Rios, o Boi Roubado é uma forma de trabalho coletivo, visto que um grupo de amigos da comunidade ao perceberem que um outro amigo necessita, por exemplo, capinar uma plantação e não tem recursos suficientes para realizar o serviço, dirigem-se de maneira secreta à casa deste. Tudo isso acontece de madrugada, quando o proprietário é surpreendido pelos fogos ou então tiros de espingarda. A partir desse momento começa a cantoria, baseada de músicas típicas da localidade, e após o amanhecer inicia-se o trabalho coletivo.

### Rei de moça
É uma apresentação musical realizada na véspera do Natal e início do ano novo. Para a realização da mesma precisa-se de um violeiro ou sanfoneiro, além de três moças e três rapazes, aonde os três rapazes representam os três reis magos que estavam a procura do menino Jesus e as moças, as três Marias.

## O Açude
Foi construído no ano de 1954, tendo como principal responsável o padre Urbano de Conceição do Coité. No início de sua construção servia para abastecer a cidade, hoje após a chegada da água canalizada, tornou-se um depósito de esgoto e lixo.

## Dados do IBGE
A frota em 2014 era composta de 613 automóveis, 97 caminhões, 122 caminhonetes, 26 micro-ônibus, 1.108 motocicletas, 67 motonetas e 26 ônibus, 29 outros tipos de veículos.

### Produção Agrícola
Em 2006 foram: 198 toneladas de feijão, 330 toneladas de milho, 83 toneladas de umbu (fruto).

### Pecuária
Em 2014: 24.609 cabeças de bovinos, 15 cabeças de bubalino, 4.453 cabeças de suíno, 416 cabeças de equinos, 924 cabeças de asininos, 456 cabeças de muares, 8.523 cabeças de ovinos, 13.226 vacas ordenhadas, com produção de 701 mil litros de leite, 2.079 cabeças de caprino.

### Estatísticas do Registro Civil
Em 2014: 105 pessoas nascidas vivas, 32 casamentos, 68 óbitos, 10 divórcios.

### Empresas
Em 2004: 4 indústrias de transformação, 1 de construção, 59 unidades de comércio, 1 alojamento e alimentação, 1 unidade de transportes, 5 unidades de intermediação financeira, 3 unidades de administração pública, defesa e seguridade social; 4 unidades de educação, 1 unidade de saúde e 56 outros serviços.